# Edith Segerstedt
Edit Charlotta Segerstedt, född 28 augusti 1907 i Göteborg, död 18 augusti 1980 i Partille, var en svensk dragspelare och orkesterledare.
På Lisebergs gammeldansbana Polketten spelade Segerstedts kapell under flera säsonger. Hon kom att förknippas med Göteborg, men framträdde på åtskilliga platser i landet som restaurang- och folkparksmusiker med egen orkester. Hon har gjort skivinspelningar med bland andra Eric Öst.
Göteborgarnas "Kal å Ada" koras av Kals Åden, enligt stadgarna vartannat år. År 1979 fick Segerstedt denna hederstitel tillsammans med Sven Tjusling. Hon  omnämns i Povel Ramels Birth of the gammeldans från revyn På avigan (1966): Nyckelharpan så fjäderlätt, knäppes utav Edith Segerstedt.